# Kim Ji-yeon
Dans ce nom coréen, le nom de famille, Kim, précède le nom personnel.
Pour les articles homonymes, voir Kim.
Kim Ji-yeon (hangeul : 김지연), née le 12 mars 1988 à Séoul, est une escrimeuse sud-coréenne pratiquant le sabre.
Alors qu'elle est cinquième au classement de la Coupe du monde 2011-2012, elle remporte le titre de championne olympique lors des Jeux de Londres en 2012.

## Palmarès
- Jeux olympiques
  -  Médaille d'or en individuel aux Jeux olympiques 2012 à Londres
  -  Médaille de bronze en équipe aux Jeux olympiques 2020 à Tokyo

- Championnats du monde
  -  Médaille d'argent par équipe aux Championnats du monde d'escrime 2017 à Leipzig
  -  Médaille de bronze en individuel aux Championnats du monde d'escrime 2013 à Budapest
  -  Médaille de bronze par équipe aux Championnats du monde d'escrime 2018 à Wuxi
  -  Médaille de bronze par équipe aux Championnats du monde d'escrime 2019 à Budapest

- Épreuves de coupe du monde
  -  Médaille d'or en individuel : Chicago 2013
  -  Médaille d'argent en individuel : Antalya 2012 ; Orléans 2014 et 2017 ; Foshan 2016 ; New-York 2017 ; Séoul 2019
  -  Médaille de bronze en individuel: Moscou 2011 et 2018 ; Orléans 2012 ; Bologne 2012 ; Tianjin 2012 et 2013 ; Antalya 2013 ; Pékin 2014 ; Sint-Niklaas 2016 ; Cancun 2017 ; Athènes 2017 et 2019

- Universiades
  -  Médaille d'or par équipe à l'Universiade 2013 à Kazan
  -  Médaille d'argent en individuel à l'Universiade 2013 à Kazan
  -  Médaille de bronze en individuel à l'Universiade 2011 à Shenzhen
  -  Médaille de bronze par équipe à l'Universiade 2011 à Shenzhen

- Championnats d'Asie
  -  Médaille d'or par équipe aux championnats d'Asie 2011 à Séoul
  -  Médaille d'or par équipe aux Championnats d'Asie d'escrime 2012 à Wakayama
  -  Médaille d'or par équipe aux championnats d'Asie 2013 à Shanghai
  -  Médaille d'or en individuel aux championnats d'Asie 2013 à Shanghai
  -  Médaille d'or en individuel aux championnats d'Asie 2014 à Suwon
  -  Médaille d'or par équipe aux championnats d'Asie 2015 à Singapour
  -  Médaille d'or en individuel aux championnats d'Asie 2017 à Hong Kong
  -  Médaille d'or en individuel aux championnats d'Asie 2018 à Bangkok
  -  Médaille d'argent par équipe aux Championnats d'Asie d'escrime 2014 à Suwon
  -  Médaille d'argent par équipe aux championnats d'Asie 2016 à Wuxi
  -  Médaille d'argent par équipe aux championnats d'Asie 2017 à Hong Kong
  -  Médaille d'argent par équipe aux championnats d'Asie 2018 à Bangkok
  -  Médaille d'argent par équipe aux championnats d'Asie 2019 à Tokyo
  -  Médaille de bronze en individuel aux championnats d'Asie 2015 à Singapour
  -  Médaille de bronze en individuel aux championnats d'Asie 2016 à Wuxi
  -  Médaille de bronze en individuel aux championnats d'Asie 2019 à Tokyo